# BMW M3 (E90)

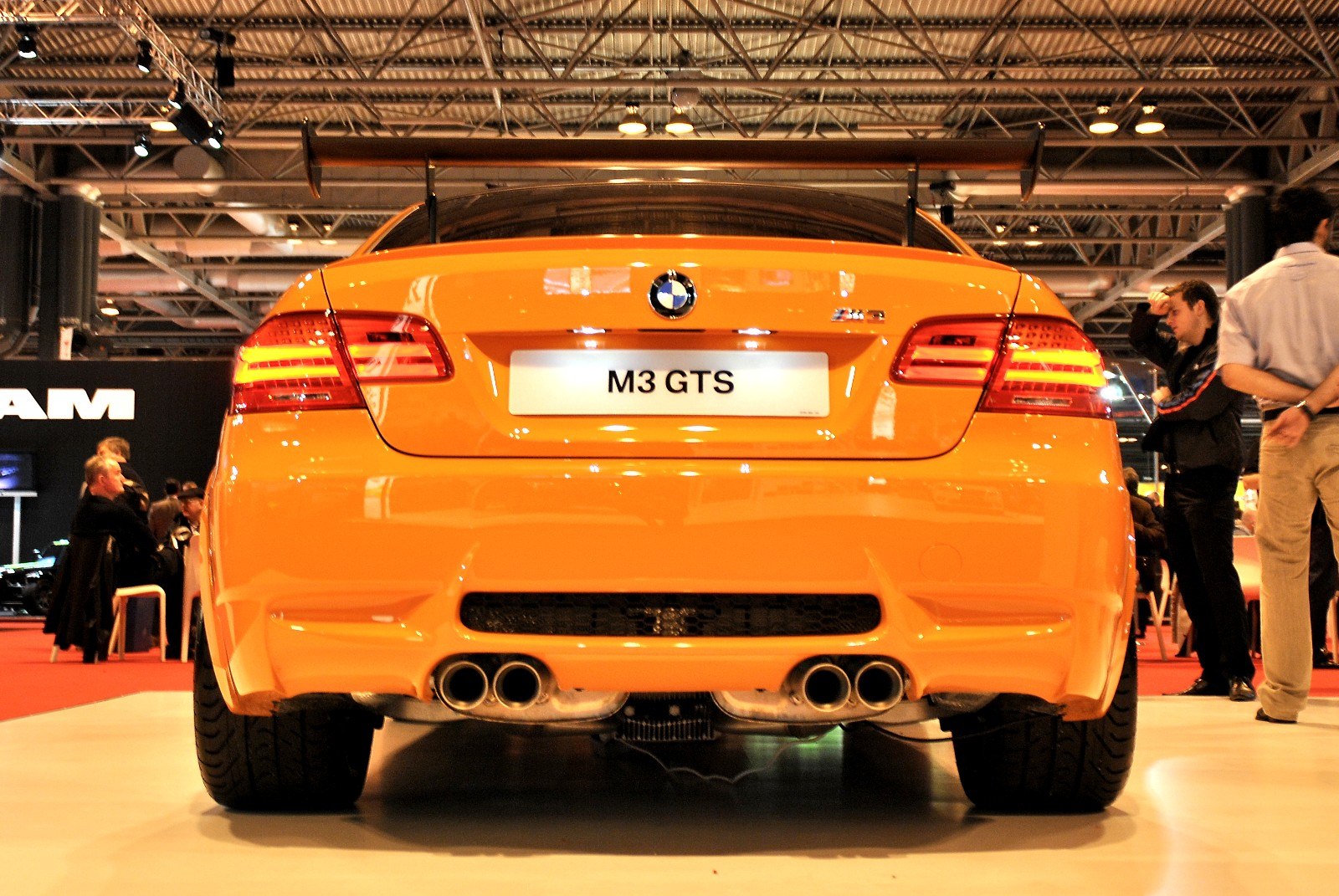
BMW M3 GTS

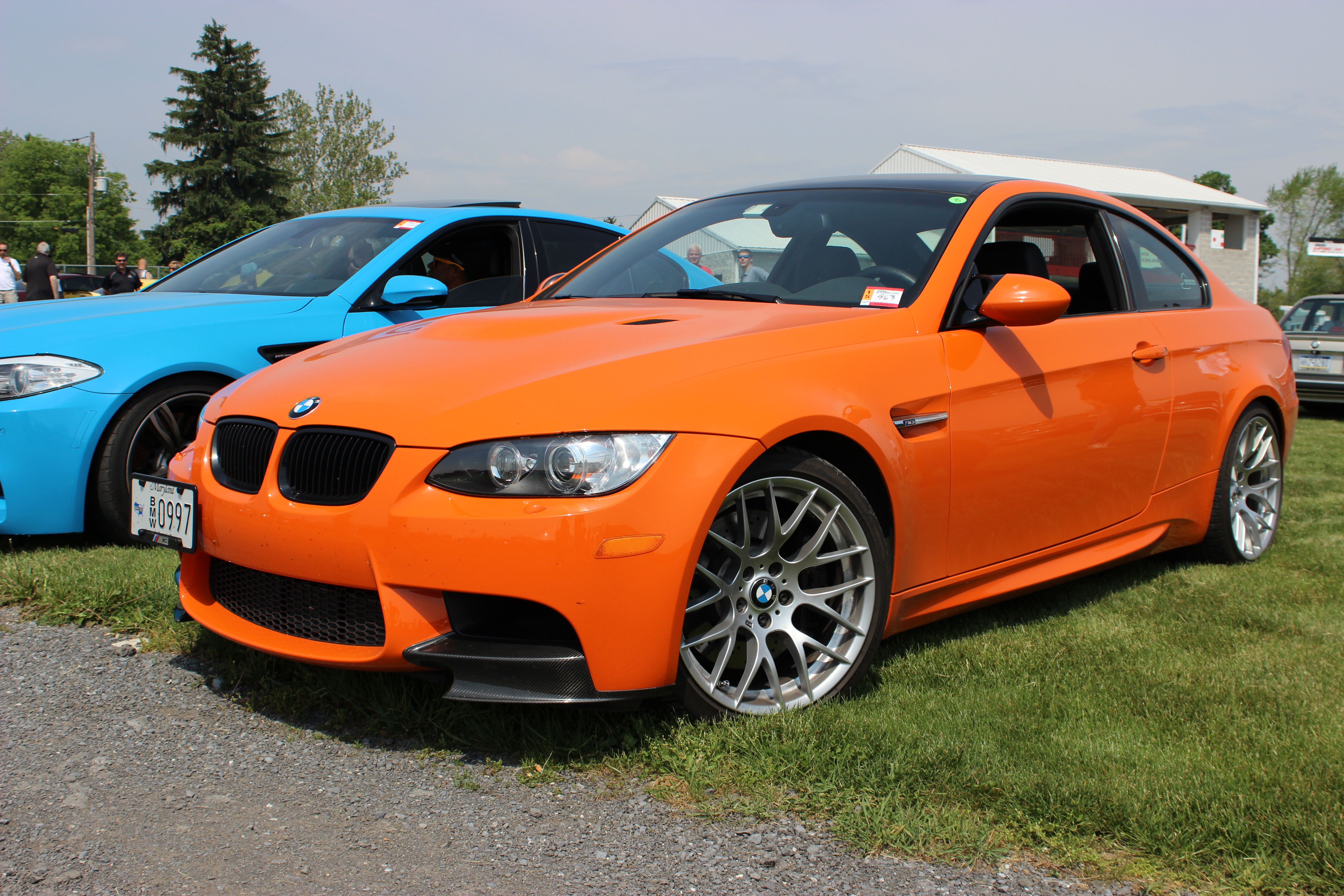
BMW M3 Lime Rock Park Edition

BMW M3 (E90) — четвёртое поколение BMW M3. Было представлено в марте 2007 года на Женевском автосалоне, выставка проходила с 6 по 18 марта. С 13 по 23 сентября 2007 года выставка проходила на Франкфуртском автосалоне. Одновременно с запуском новой модели с производства была снята предыдущая E46.
Существовала также облегчённая версия M3 GTS ярко-оранжевого цвета. Цена составила 145000 долларов США.
Впервые автомобиль стал оснащаться восьмицилиндровым двигателем BMW S65B40. Двигатель имеет объём 4 литра и развивает мощность 420 л. с. при 8300 об/мин. Технически он не сильно отличается от рядного шестицилиндрового двигателя предыдущей модели: здесь так же применены индивидуальные дроссельные заслонки и система изменения фаз впускных и выпускных клапанов. Блок цилиндров сделан из сплава алюминия.
На автомобиль помимо механической шестиступенчатой коробки передач устанавливалась также 7-ступенчатая роботизированная трансмиссия с двумя сцеплениями DCT, сокращающая время разгона до 100км/ч на 0,2 сек. В июне 2011 года был анонсирован CRT (Carbon Racing Technology).
Производство завершилось в 2013 году.

## Технические характеристики
|                            | Купе                         | Лимузин                      | Кабриолет                    |
| -------------------------- | ---------------------------- | ---------------------------- | ---------------------------- |
| Годы производства          | 09.2007—07.2013              | 03.2008—10.2011              | 05.2008—10.2013              |
| Расположение цилиндров     | V-образное                   | V-образное                   | V-образное                   |
| Двигатель                  | S65B40                       | S65B40                       | S65B40                       |
| Расположение двигателя     | Продольное                   | Продольное                   | Продольное                   |
| Клапанов                   | 4 на цилиндр                 | 4 на цилиндр                 | 4 на цилиндр                 |
| Объём                      | 3999 см³                     | 3999 см³                     | 3999 см³                     |
| Диаметр × Ход поршня       | 92,0 мм × 75,2 мм            | 92,0 мм × 75,2 мм            | 92,0 мм × 75,2 мм            |
| Степень сжатия             | 12,0 : 1                     | 12,0 : 1                     | 12,0 : 1                     |
| Мощность при об/мин        | 309 кВт (420 л. с.) при 8300 | 309 кВт (420 л. с.) при 8300 | 309 кВт (420 л. с.) при 8300 |
| Крутящий момент при об/мин | 400 Н*м при 3900             | 400 Н*м при 3900             | 400 Н*м при 3900             |
| Трансмиссия                | 6-скор. МКПП                 | 6-скор. МКПП                 | 6-скор. МКПП                 |
| Трансмиссия (опционально)  | 7-скор. DCT                  | 7-скор. DCT                  | 7-скор. DCT                  |
| Привод                     | Задний                       | Задний                       | Задний                       |
| Разгон до 100 км/ч         | 4,8 сек. (4,6 сек.)          | 4,9 сек. (4,7 сек.)          | 5,3 сек. (5,1 сек.)          |
| Максимальная скорость      | 250 км/ч 280 км/ч            | 250 км/ч 280 км/ч            | 250 км/ч 280 км/ч            |
| Расход топлива на 100 км   | 12,4 л (11,9 л)              | 12,4 л (12,3 л)              | 12,9 л (12,3 л)              |
| Полная масса               | 1655 кг (1675 кг)            | 1680 кг (1700 кг)            | 1885 кг (1905 кг)            |

### M3 GTS/M3 CRT
|                          | M3 GTS                       | M3 CRT                       |
| ------------------------ | ---------------------------- | ---------------------------- |
| Тип двигателя            | Бензиновый                   | Бензиновый                   |
| Цилиндров                | 8                            | 8                            |
| Объём                    | 4361 см³                     | 4361 см³                     |
| Диаметр × Ход поршня     | 92,0 мм × 82,0 мм            | 92,0 мм × 82,0 мм            |
| Степень сжатия           | 12,0 : 1                     | 12,0 : 1                     |
| Мощность при об/мин      | 331 кВт (450 л. с.) при 8300 | 331 кВт (450 л. с.) при 8300 |
| Крутящий момент          | 440 Н*м при 3750             | 440 Н*м при 3750             |
| Трансмиссия              | 7-скор. DCT                  | 7-скор. DCT                  |
| Передние шины            | 255/35 R19                   | 245/35 R19                   |
| Задние шины              | 285/30 R19                   | 265/35 R19                   |
| Длина/Ширина/Высота      | 4645 мм × 1804 мм × 1387 мм  | 4614 мм × 1817 мм × 1416 мм  |
| Колёсная база            | 2760 мм                      | 2760 мм                      |
| Разгон до 100 км/ч       | 4,4 сек.                     | 4,3 сек.                     |
| Разгон до 200 км/ч       | 14,5 сек.                    | 14,7 сек.                    |
| 0–1000 м                 | 22,5 сек.                    | 22,5 сек.                    |
| Максимальная скорость    | 305 км/ч                     | 290 км/ч                     |
| Мощность                 | 4,6 кг/кВт (3,4 кг/л. с.)    | 4,8 кг/кВт (3,5 кг/л. с.)    |
| Полная масса             | 1530 кг                      | 1587 кг                      |
| Снаряжённая масса        | 350 кг                       | 383 кг                       |
| Объём бака               | 63 л                         | 63 л                         |
| Расход топлива на 100 км | 12,7 л Super Plus            | 14,4 л Super Plus            |
| Цена                     | 136850 €                     | 130000 €                     |

## Галерея

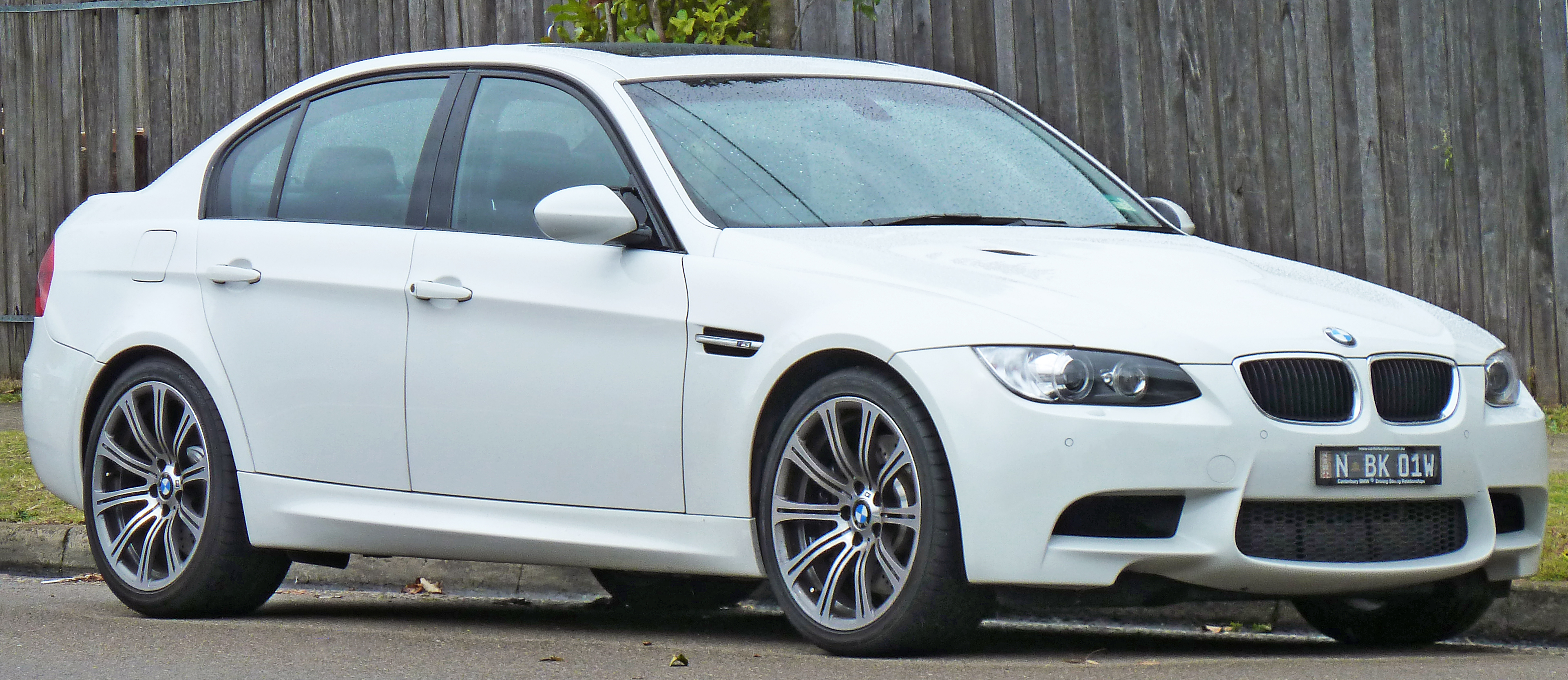
BMW M3 (E90)
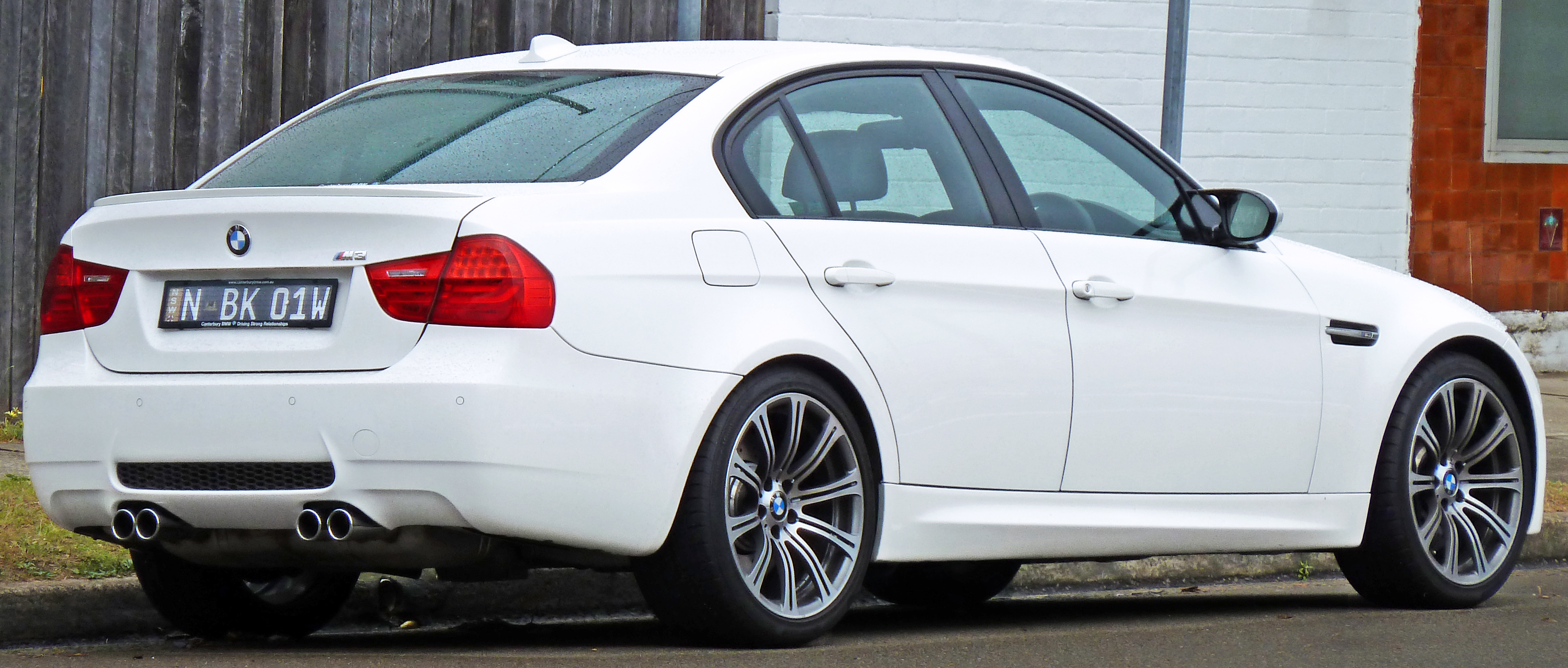
BMW E90
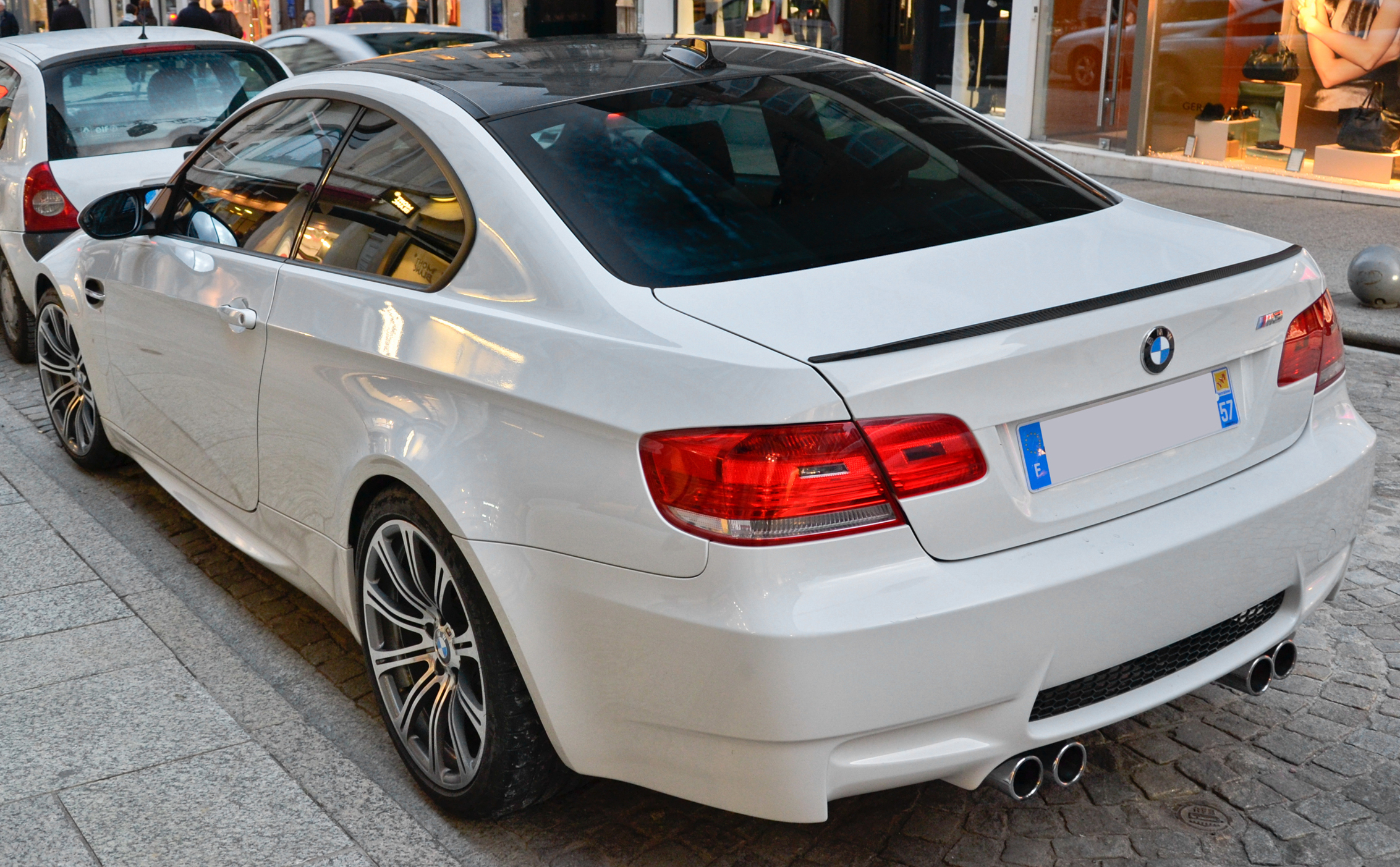
BMW E92
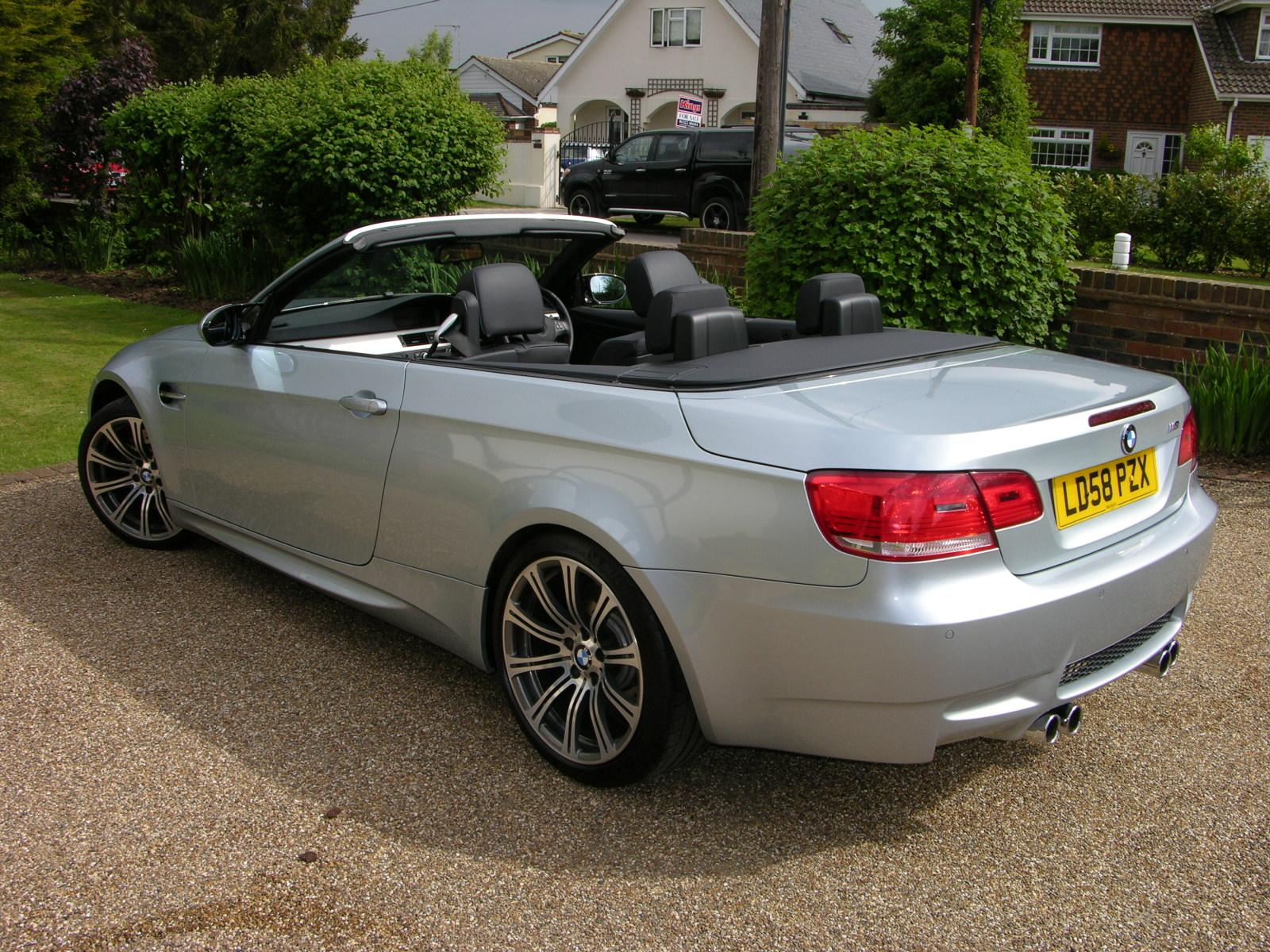
BMW E93
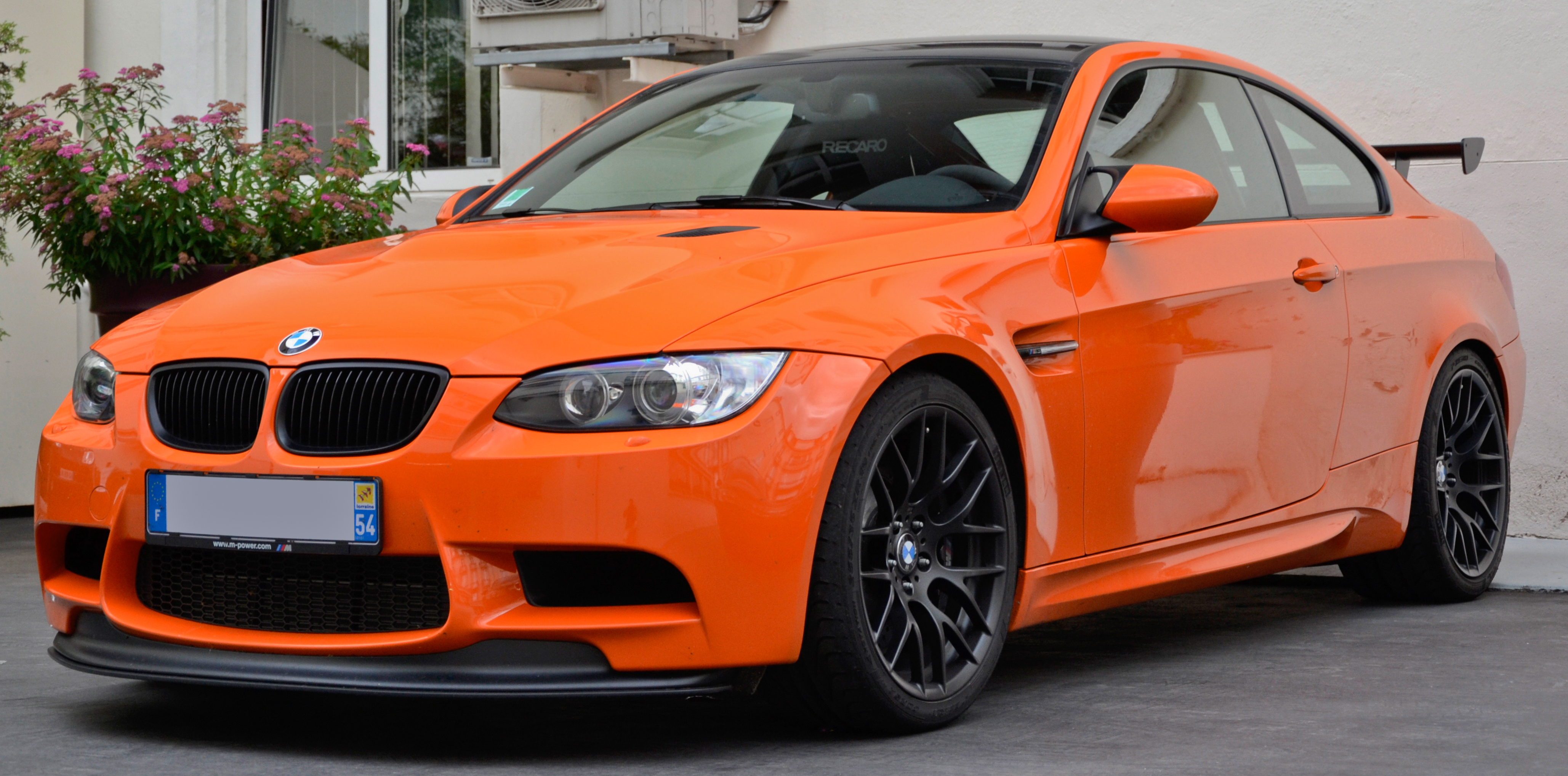
BMW M3 GTS
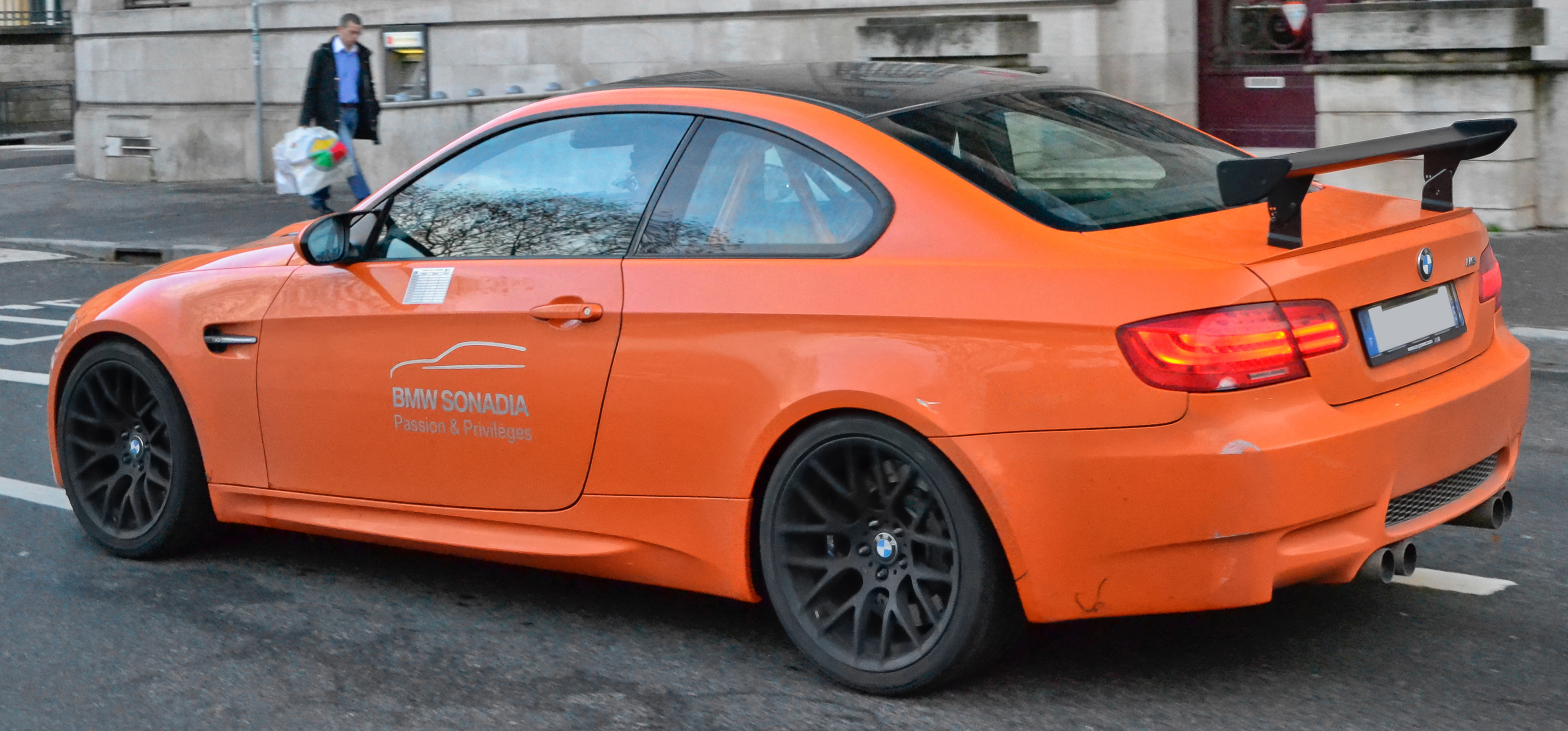
BMW M3 GTS
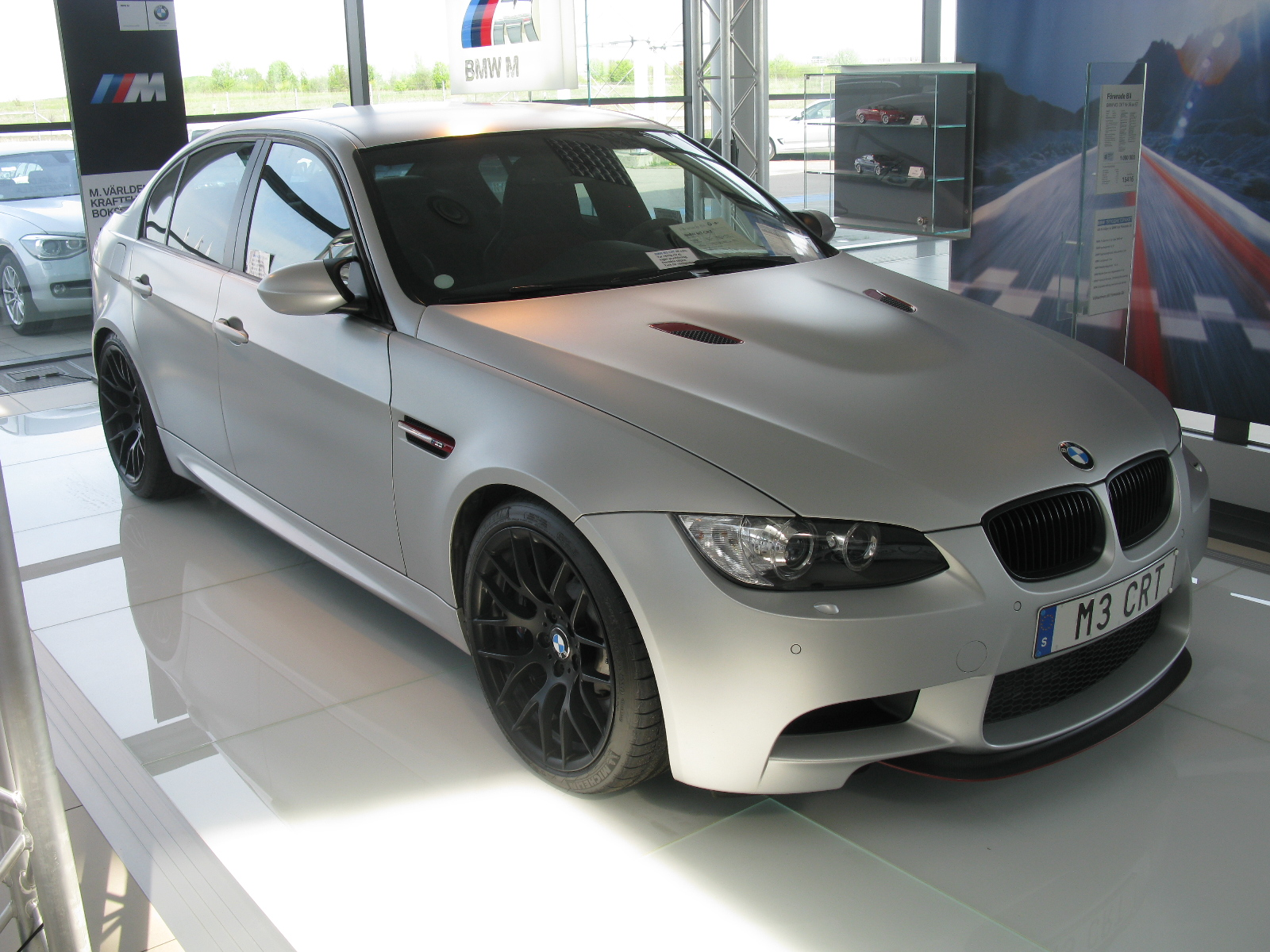
BMW M3 CRT E90
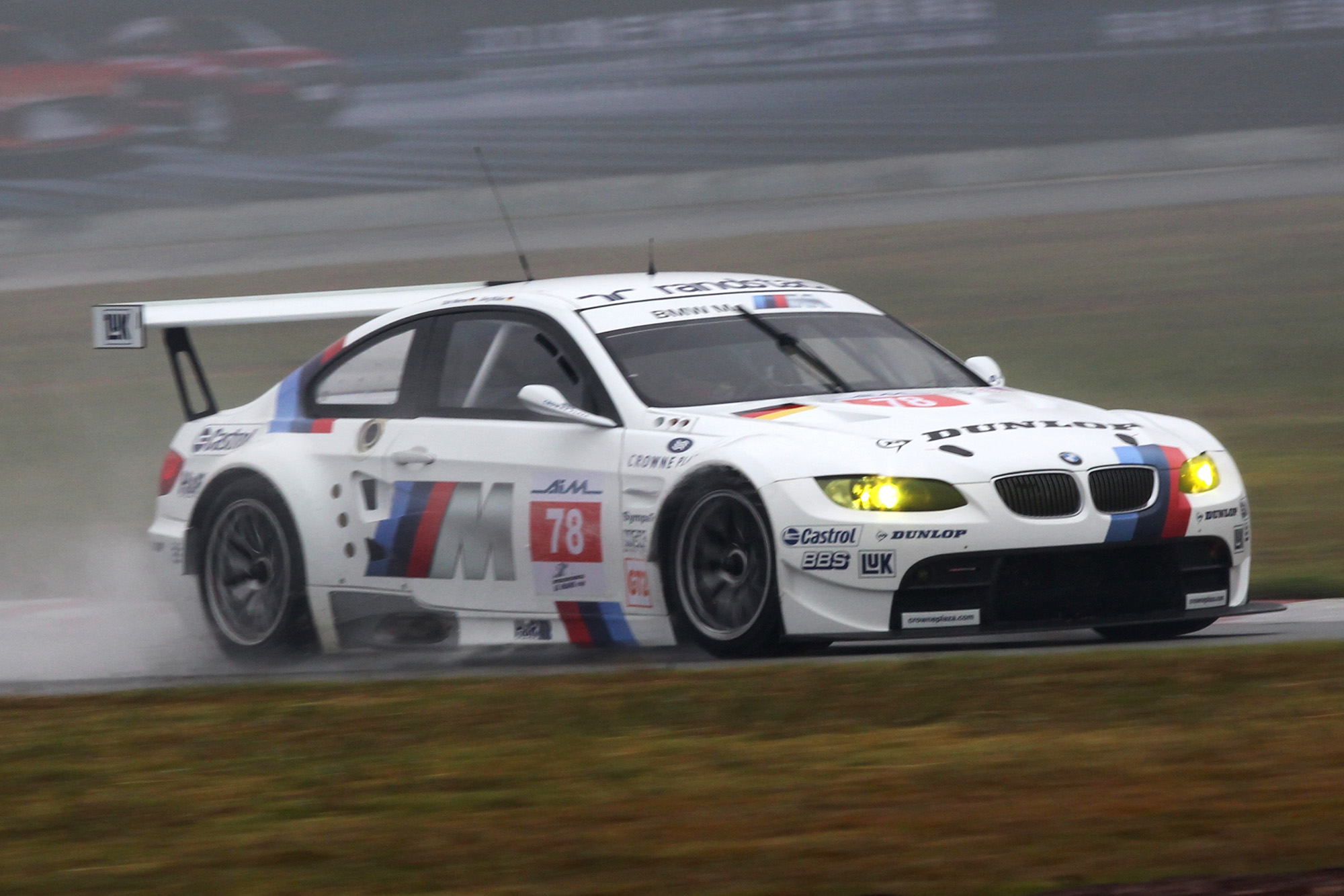
BMW M3 GT2